# Duarte Cordeiro
José Duarte Piteira Rica Silvestre Cordeiro, né le 23 février 1979 à Lisbonne, généralement connu sous le nom de Duarte Cordeiro, est un homme politique portugais. Il est ministre de l'Environnement et de l'Action climatique dans le XXIIIe gouvernement constitutionnel.